# Victoria Strait
De Victoria Strait is een zeestraat in de Noordelijke IJszee gelegen in Nunavut in het noorden van Canada. Het ligt tussen Victoria-eiland in het westen en Koning Willemeiland in het oosten. Vanuit het noorden verbindt de zeestraat het M'Clintock Channel en de Larsen Sound met de Koningin Maudgolf in het zuiden. De zeestraat is ongeveer 160 kilometer lang en ergens tussen de 80 en 130 kilometer breed.
De zeestraat is breed, met bijna geen eilanden, afgezien van het vrij grote Royal Geographical Society Island nabij de Koningin Maudgolf in het uiterste zuiden van de zeestraat. De zeestraat is nooit uitgebreid onderzocht, maar de in kaart gebrachte delen geven verschillende plekken aan waar het water slechts 10 meter diep is. Schepen met een diepgang tot 9 meter hebben de zeestraat bevaren, maar het bevaren is erg moeilijk vanwege het ijs. Het grootste deel van het jaar is de zeestraat bedekt met ruw, zwaar ijs. Een groot deel hiervan is poolijs dat vanuit de Viscount Melville Sound door het M'Clintock Channel is gestroomd. Het grootschalige uiteenvallen van het ijs in de zeestraat begint eind juli en gaat door tot eind september, wanneer het weer begint te vriezen.